# 13-й запасной истребительный авиационный полк
13-й запасной истребительный авиационный полк (13-й зиап) — учебно-боевая воинская часть Военно-воздушных сил (ВВС) Вооружённых Сил РККА, занимавшаяся обучением, переподготовкой и переучиванием лётного состава строевых частей ВВС РККА в период боевых действий во время Великой Отечественной войны, осуществлявшая подготовку маршевых полков и отдельных экипажей на самолетах Як.

## Наименования полка
- 13-й запасной истребительный авиационный полк

| Як-9 | Як-9УМ | Як-9 |

## Создание полка
13-й запасной истребительный авиационный полк формировался в период с 20 июля по 5 сентября 1941 года в ВВС Приволжского военного округа в городе Кузнецк Пензенской области.

## Основное назначение полка
13-й запасной истребительный авиационный полк осуществлял подготовку маршевых полков и отдельных экипажей на самолетах типа Як.

## Расформирование полка
- 13-й запасной истребительный авиационный полк 23 августа 1945 года был расформирован в Бобруйске[1].

## В составе соединений и объединений
| Период        | Округ                     | армия      | дивизия                          | примечание    |
| ------------- | ------------------------- | ---------- | -------------------------------- | ------------- |
| 20.07.1941 г. | Приволжский военный округ | ВВС округа |                                  |               |
| 23.12.1941 г. | Приволжский военный округ | ВВС округа | 3-я запасная авиационная бригада |               |
| 07.08.1944 г. | Белорусский военный округ | ВВС округа |                                  |               |
| 23.08.1945 г. | Белорусский военный округ | ВВС округа |                                  | расформирован |

## Подготовка лётчиков
Процесс переучивания лётного состава был типовым: с фронта отводился полк, потерявший большое количество лётного состава, производилось его пополнение до штатных нормативов, лётчики переучивались на новую материальную часть. Полк получал новые самолёты и снова отправлялся на фронт. Таким образом, запасной полк распределял самолеты, поступающие с заводов и с ремонтных баз.
В целях приобретения боевого опыта командно-инструкторский состав запасных авиационных полков направляли в авиационные полки действующей армии.

## Базирование
| Период            | Аэродром                      |
| ----------------- | ----------------------------- |
| 07.1941 — 08.1944 | г. Кузнецк Пензенской области |
| 08.1944 — 08.1945 | г. Бобруйск Белорусской ССР   |

## Самолёты на вооружении
| Период      | Самолеты |
| ----------- | -------- |
| 1941 — 1945 | Як-7УТИ  |
| 1944 — 1945 | Як-9     |
| 1941 — 1943 | Як-1     |

## Подготовленные полки
- 11-й истребительный авиационный полк
- 20-й истребительный авиационный полк
- 27-й истребительный авиационный полк
- 32-й истребительный авиационный полк
- 161-й истребительный авиационный полк (сформирован 18.08.1941 г. на Як-1)
- 161-й истребительный авиационный полк (09.10.1941 — 05.12.1941, доукомплектован)
- 161-й истребительный авиационный полк (с 16.06.1942 г.)
- 179-й истребительный авиационный полк (22.10.1943 — 18.11.1943, Як-1 и Як-9)
- 236-й истребительный авиационный полк
- 269-й истребительный авиационный полк (11.07.1943 — 06.11.1943, Як-1)
- 347-й истребительный авиационный полк (с 16.11.1942 по 05.01.1943)
- 368-й истребительный авиационный полк
- 427-й истребительный авиационный полк
- 431-й истребительный авиационный полк (15.12.1942 — 17.04.1943, Як-7б)
- 483-й истребительный авиационный полк (23.08.1943 — 06.09.1943, Як-7б)
- 484-й истребительный авиационный полк (сформирован 10 ноября 1941 года в полку на Як-1)
- 484-й истребительный авиационный полк (10.03.1943 — 10.06.1943, доукомплектован)
- 517-й истребительный авиационный полк (11.1941 — 02.1942)
- 518-й истребительный авиационный полк (с 25.10.1943 по 04.02.1944, доукомплектован)
- 627-й истребительный авиационный полк (сформирован 09.11.1941, И-16)
- 632-й истребительный авиационный полк ПВО (сформирован 16.12.1941 — 02.01.1942, И-15бис)
- 754-й истребительный авиационный полк (сформирован 01.1942 — 06.1942, Як-1)
- 770-й истребительный авиационный полк (с 24.02.1942 по 10.04.1942, Як-1)
- 770-й истребительный авиационный полк (с 20.06.1942 по 21.09.1942, расформирован[2])
- 795-й истребительный авиационный полк (с 12.03.1942 по 25.04.1942, Як-1)
- 795-й истребительный авиационный полк (с 01.06.1942 по 21.09.1942, 1-я эскадрилья направлена на доукомплектование 875-го иап, 2-я аэ — 517-го иап (при 8-м зиап)[3][4])
- 929-й истребительный авиационный полк (с 24.08.1942 г., расформирован[3][4] 18.09.1942 г.)

## Награды
- В период нахождения на переучивании и переформировании 269-й истребительный авиационный полк за образцовое выполнение боевых заданий командования на фронте борьбы с немецкими захватчиками и проявленные при этом доблесть и мужество Указом Президиума Верховного Совета СССР от 23 октября 1943 года награждён орденом Красного Знамени.